# Uskok Hope

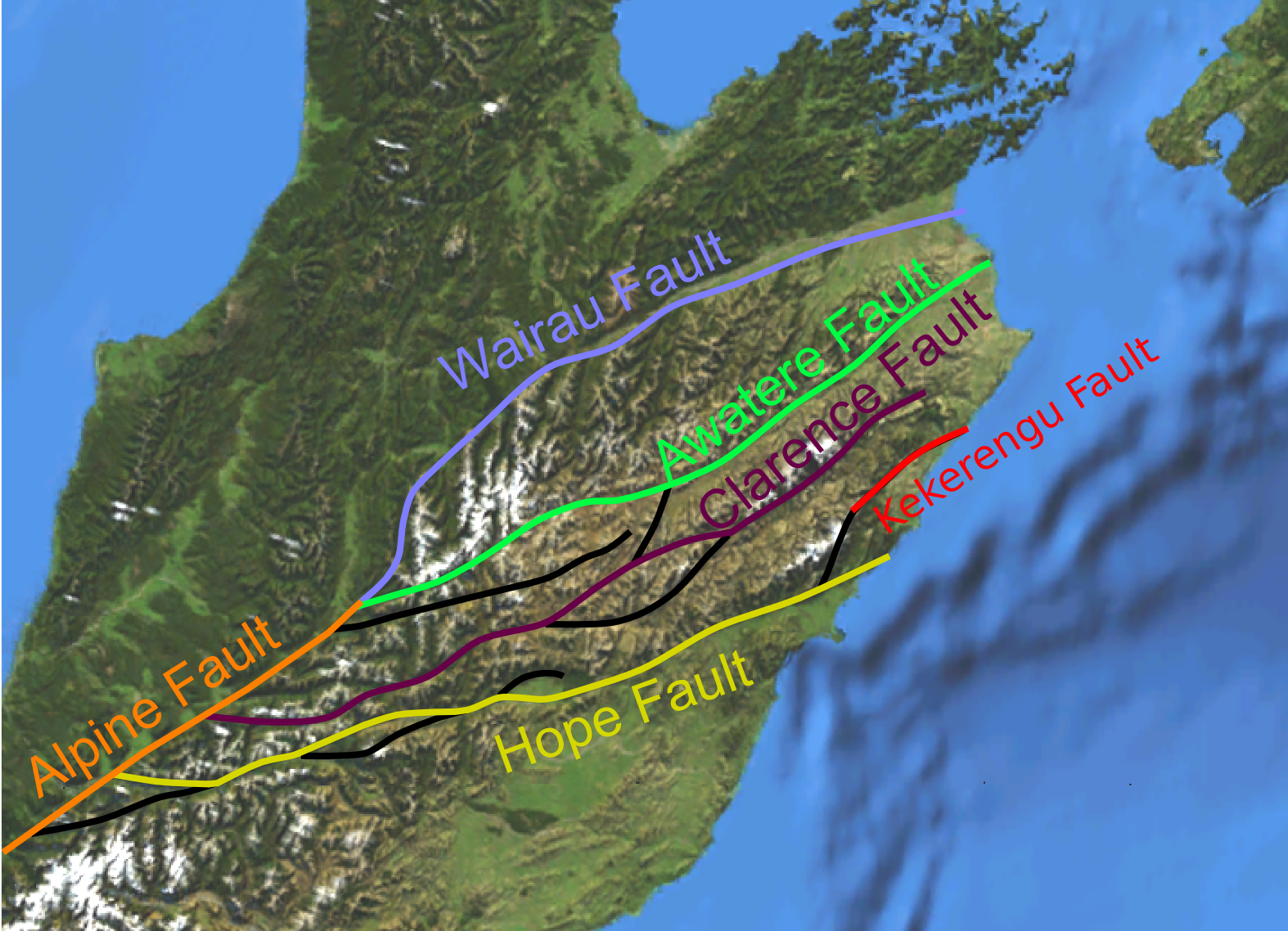
Mapa systemu uskoków Marlborough, uskok Hope zaznaczony jest kolorem żółtym

Uskok Hope (ang. Hope Fault) – uskok dekstralny (prawoprzesuwczy), położony w północno-wschodniej części Wyspy Południowej w Nowej Zelandii, wchodzący w skład systemu uskoków Marlborough, tzw. Marlborough Fault System, który umożliwia przenoszenie przemieszczeń wzdłuż uskoku transformacyjnego, stanowiącego granicę pomiędzy płytą pacyficzną i indoaustralijską oraz pomiędzy uskokiem alpejskim a rowem oceanicznym Hikurangi Trench, położonego w strefie subdukcji . 

## Przebieg

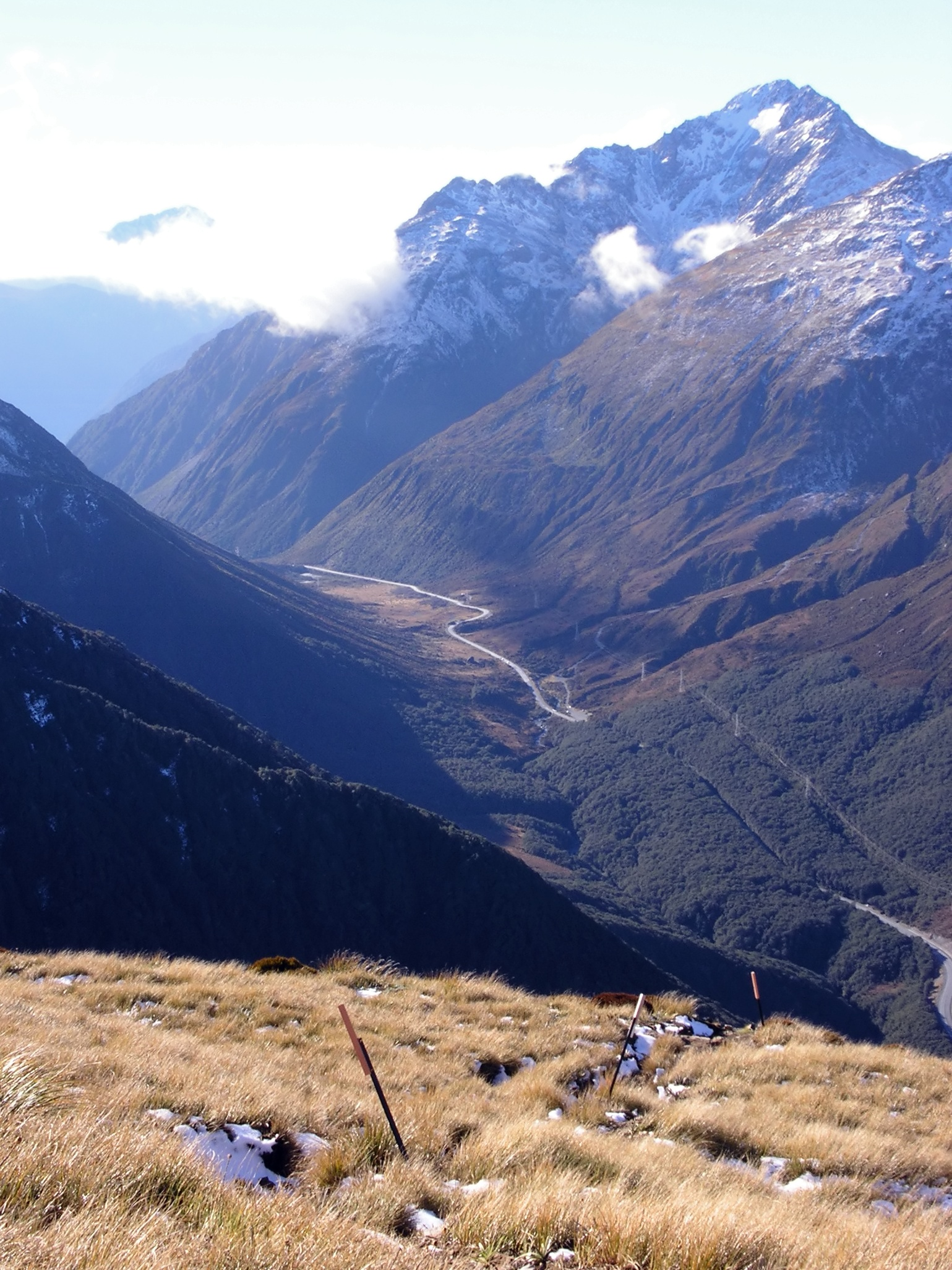
Przełęcz Arthur’s Pass, gdzie uskok alpejski przechodzi w uskok Hope

Uskok Hope rozpoczyna swój bieg od uskoku alpejskiego na południe od miasta Hokitika. Uważany za główną kontynuację uskoku alpejskiego w systemie uskoków Marlborough. Następnie biegnie w linii prostej na odcinku 230 km do północno-wschodniego wybrzeża Wyspy Południowej na północ od miasta Kaikoura i kontynuuje swój bieg na odcinku 13 km w głąb oceanu. Uskok Hope składa się z kilku segmentów tektonicznych, od strony południowo-zachodniej są to: uskok Kelly, segment Hurunui, segment Hope River, segment Conway, segment Seaward oraz basen sedymentacyjny Hanmer Basin. Nazwa uskok pochodzi od rzeki Hope River, która płynie wzdłuż segmentu o tej samej nazwie . 

### Uskok Kelly
Uskok Kelly stanowi połączenie pomiędzy uskokiem alpejskim a uskokiem Hope. Uskok Kelly stanowi główne rozwinięcie uskoku Hope, położonego na zachód od przełęczy Harper Pass; następnie rozchodzi się na dwa uskoki Newtona i Hura. Pomiary GPS przeprowadzone w regionie przełęczy Arthur’s Pass, wykazały, że prędkość przemieszczania się uskoku Kelly gwałtownie spada w regionie uskoków Newtona i Hura . 

### Segment Hurunui
Długość segmentu Hurunui wynosi 42 km, rozpoczyna swój bieg od przełęczy Harper Pass i kończy go w miejscu wpływania rzeki Boyle River do Hope River. Szacowana maksymalna prędkość przesuwania się tego segmentu wynosi około 13 mm/rok. Natomiast minimalna prędkość przesuwania się segmentu waha się w przedziale od 8,1 do 11 mm/rok. Wzdłuż segmentu Hurunui szacowany przedział czasowy pomiędzy dużymi trzęsieniami ziemi wynosi od 310 do 490 lat .

### Segment Hope River
Segment Hope River biegnie na długości około 30 km, od miejsca gdzie rzeka Boyle River wpływa do rzeki Hope River, aż do basenu sedymentacyjnego Hanmer Basin. Prędkość poziomego przesuwania się segmentu wynosi około 10 mm/rok, natomiast prędkość przemieszczeń pionowych wynosi około 0,6 mm/rok. Wzdłuż segmentu Hope River szacowany przedział czasowy pomiędzy dużymi trzęsieniami ziemi wynosi około 140 lat .

### Segment Conway
Segment Conway stanowi najdłuższą część uskoku Hope, który biegnie na odcinku około 70 km, charakteryzuje się prostolinijnym przebiegiem. Bieg segmentu wynosi 73° w kierunku północnym. Segment Conway rozciąga się na wschód od basenu sedymentacyjnego Hanmer Basin i łączy się na zachodzie z uskokiem odwróconym Jordan w pobliżu rzeki Kowhai River. Szacowana prędkość przesuwania się tego segmentu wynosi około 23 mm/rok. Północna część segmentu wznosi się w postaci kilku pasm górskich (Seaward Kaikoura, Hawk Rangers i Amuri Ranges) które stanowią jego zakończenie. Szacowany przedział czasowy pomiędzy dużymi trzęsieniami ziemi wynosi od 180 do 310 lat . 

### Segment Seaward
Segment Seaward rozpoczyna swój bieg w pobliżu rzeki Kowhai River i kontynuuje swój bieg w stronę wybrzeża Wyspy Południowej, stanowi zakończenie uskoku Hope. Wykorzystanie metody pomiarów, tzw. sejsmiki refleksyjnej sugerują, że segment ciągnie się jeszcze na odcinku 13 km w głąb oceanu .   

### Hanmer Basin

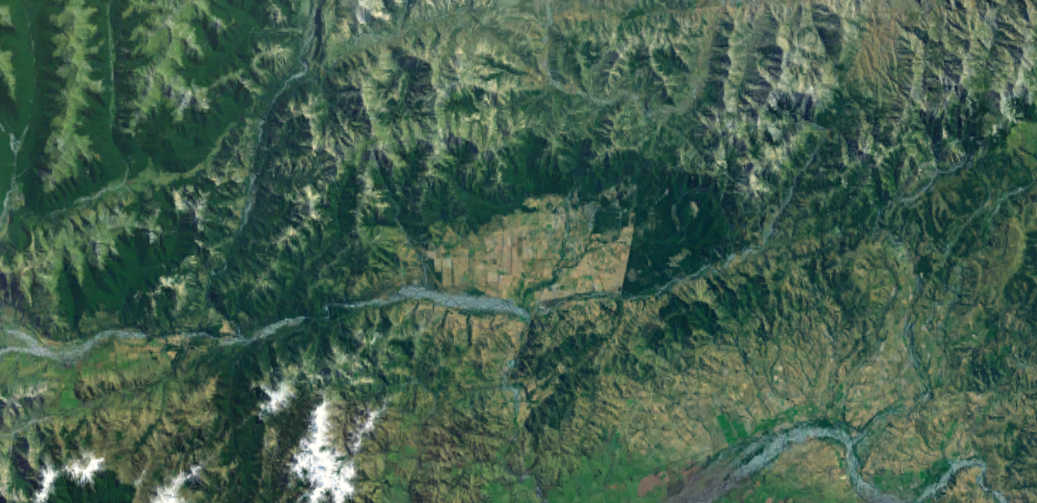
Zdjęcie satelitarne basenu sedymentacyjnego Hanmer Basin (obszar rolniczy w centralnej części zdjęcia)

Niewielki basen sedymentacyjny Hanmer Basin o wymiarach 10x20 km, został utworzony pomiędzy segmentami Hope River a Conway. Prawoprzesuwczy charakter segmentów przyczynił się do ukształtowania pomiędzy nimi niewielkiej kotliny. W basenie sedymentacyjnym w pobliżu Hanmer Springs występują źródła termalne. Ponadto wzdłuż całego segmentu Hope River wykształciły się mniejsze, podobne kotliny. Basen sedymentacyjny Hanmer Basin rozpoczął się kształtować w plejstocenie i zawiera ponad 1000 m osadów sedymentacyjnych. Wschodni kraniec basenu sedymentacyjnego deformowany jest przez z segment Conway. Deformacje, które niszczą wschodnią kraniec Hanmer Basin rekompensowane są przez odkształcenia na zachodnim krańcu, którego go powiększają .